# Pont du Landy
Le pont du Landy est un pont situé dans la ville d'Aubervilliers, dans le département de la Seine-Saint-Denis, en France,.
Il permet à la rue du Landy de franchir le canal Saint-Denis, mis en service en 1821,.

## Caractéristiques

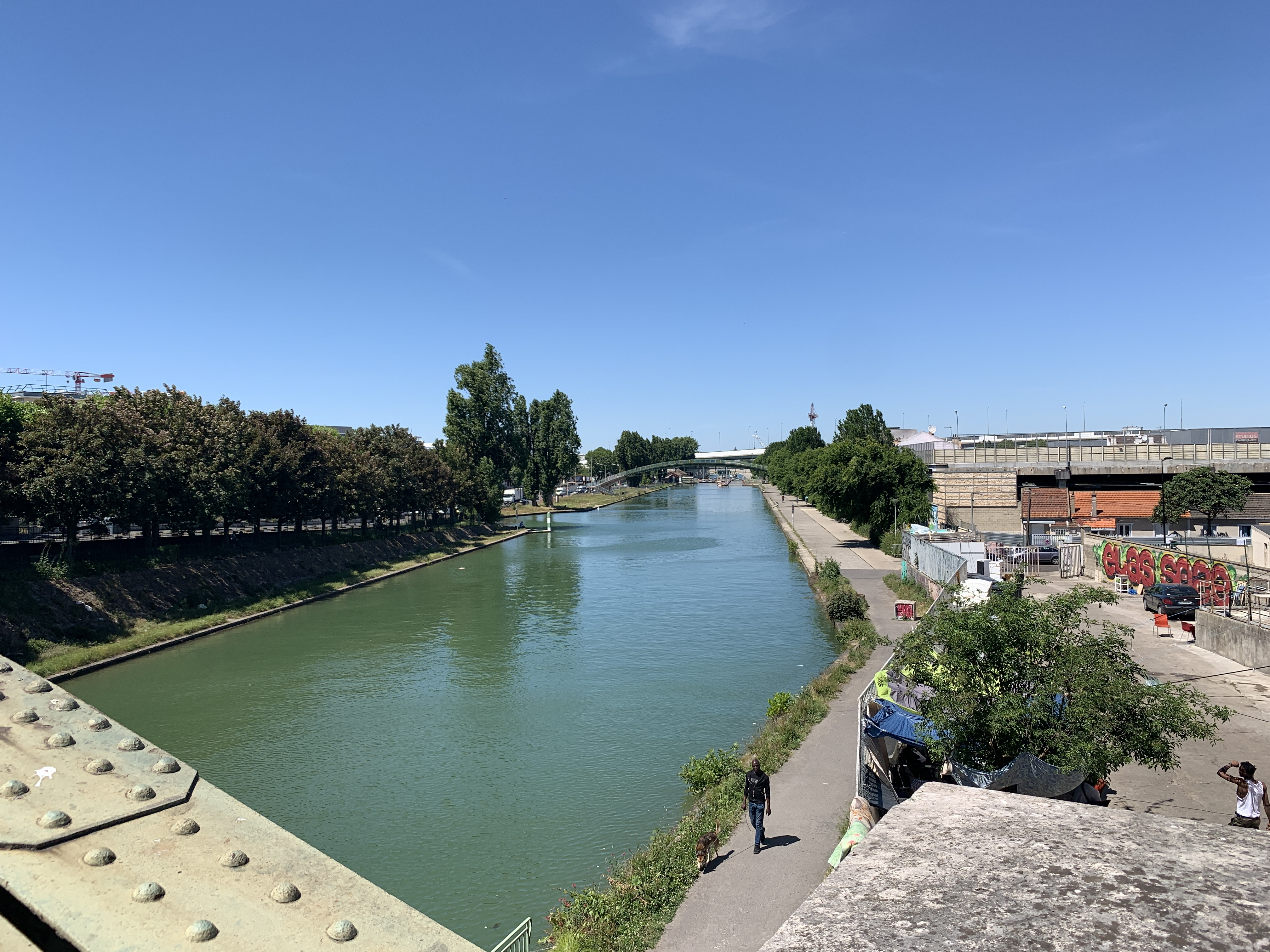
Le canal vu du pont du Landy.

Il ne doit pas être confondu avec le pont du Landy, franchissement ferroviaire desservant la gare du Nord.

## Historique
Comme la rue éponyme, son nom provient d'un ancien lieu-dit du nom Endit puis par agglutination de l’article Lendit qui fut donné à la plaine situé entre le pas de La Chapelle et Saint-Denis.